# Mill Island, Nunavut
Mill Island är en ö i Kanada.   Den ligger i territoriet Nunavut, i den östra delen av landet, 2 100 km norr om huvudstaden Ottawa. Arean är 181 kvadratkilometer.
Terrängen på Mill Island är platt. Öns högsta punkt är 170 meter över havet. Den sträcker sig 13,2 kilometer i nord-sydlig riktning, och 21,2 kilometer i öst-västlig riktning.
Trakten runt Mill Island består i huvudsak av gräsmarker. Trakten runt Mill Island är nära nog obefolkad, med mindre än två invånare per kvadratkilometer.